# Dmitrij Tatarienko
Dmitrij Mitrofanowicz Tatarienko (ros. Дмитрий Митрофанович Татаренко, ur. 23 maja 1921 w miejscowości Nowoantonowskij w guberni tomskiej (obecnie w obwodzie nowosybirskim), zm. 14 marca 1995 w Kisłowodzku) – radziecki lotnik wojskowy, generał major lotnictwa, Bohater Związku Radzieckiego (1943).

## Życiorys
Skończył szkołę i aeroklub w Szachtach, był tam lotnikiem-instruktorem, od listopada 1939 służył w Armii Czerwonej, w 1940 ukończył wojskową szkołę lotniczą im. Stalina w Jejsku. W listopadzie 1940 został młodszym pilotem 5 pułku lotnictwa myśliwskiego 61 Brygady Lotnictwa Myśliwskiego Sił Wojskowo-Powietrznych Floty Bałtyckiej, od czerwca 1941 uczestniczył w wojnie z Niemcami, w lutym 1942 został zastępcą dowódcy eskadry w 57 pułku lotnictwa myśliwskiego, od stycznia do marca 1943 był zastępcą dowódcy, następnie dowódcą eskadry lotnictwa myśliwskiego 3 gwardyjskiego pułku lotnictwa myśliwskiego na Bałtyku, od 1942 należał do WKP(b). Brał udział w walkach nad Bałtykiem, m.in. od września do listopada 1942 w rejonie Hanko, gdzie strącił 2 samoloty i 21 razy atakował fińskie wojska lądowe. Do marca 1943 wykonał 550 lotów bojowych, w 102 walkach powietrznych strącił osobiście 14 samolotów przeciwnika i 8 w grupie. W 1943 został ciężko ranny, od września 1943 do listopada 1944 był szefem służby strzelania powietrznego i walki powietrznej Zarządu Sił Powietrznych Floty Bałtyckiej, od listopada 1944 do stycznia 1945 pomocnikiem dowódcy pułku lotnictwa myśliwskiego, następnie słuchaczem kursów oficerskich. Łącznie w czasie wojny wykonał 587 lotów bojowych, strącił osobiście 16 i w grupie 9 samolotów wroga. Po wojnie był pomocnikiem dowódcy i zastępcą dowódcy różnych pułków lotniczych, w październiku 1953 ukończył Akademię Wojskowo-Morską i został dowódcą 24 pułku lotnictwa myśliwskiego Sił Powietrznych 8 Floty Bałtyckiej, od września 1955 do lutego 1957 był zastępcą dowódcy 152 Myśliwskiej Dywizji Lotniczej Sił Powietrznych Floty Bałtyckiej, a od lutego 1957 do września 1960 dowódcą 216 Dywizji Lotnictwa Myśliwskiego 10 Samodzielnej Armii Obrony Przeciwlotniczej w Archangielsku. Od września 1960 do czerwca 1962 studiował w Wojskowej Akademii Sztabu Generalnego, następnie wrócił na poprzednie stanowisko, w 1967 został przeniesiony do rezerwy w stopniu generała majora. W 1954 otrzymał honorowe obywatelstwo Leningradu, a w 1972 Tallina (w 1990, po odzyskaniu niepodległości przez Estonię, został pozbawiony honorowego obywatelstwa Tallina).

## Odznaczenia
- Złota Gwiazda Bohatera Związku Radzieckiego (24 lipca 1943)
- Order Lenina (1943)
- Order Czerwonego Sztandaru (trzykrotnie - 1941, 1942 i 1943)
- Order Nachimowa II klasy (1946)
- Order Wojny Ojczyźnianej I klasy (1985)
- Order Czerwonej Gwiazdy (dwukrotnie)
- Krzyż Marynarki Wojennej (USA, 1943)

I medale.